# Boulevard Sainte-Rose
Le boulevard Sainte-Rose est une artère d'orientation est-ouest située à Laval, au Canada.

## Description
Le boulevard a une longueur d'environ 15,4 km. C'est une route bidirectionnelle d'une seule voie par direction.
Il débute à l'est, à l'intersection du boulevard des Laurentides, en tant que prolongement de l'avenue des Perron. Sur son parcours, le boulevard croise entre autres le boulevard Curé-Labelle, l'autoroute des Laurentides, l'autoroute Chomedey et le boulevard Arthur-Sauvé. Il se termine à l'ouest lors de son entrée dans Laval-sur-le-Lac, près de l'intersection du chemin Saint-Antoine, où il devient la rue Les Érables.

## Odonymie
L'odonyme actuel est attribué le 19 avril 1920 sur le territoire de Sainte-Rose. Le nom, qui fait directement référence au secteur qu'il traverse, remplace celui de rue Principale. Il sera étendu dans les décennies suivantes ailleurs sur l'île Jésus, comme à Fabreville dans les années 1920 et en 1961 à Auteuil en tant que boulevard Sainte-Rose Est. Précédemment, le chemin a aussi porté les noms de Concession Côté Nord, Grand-Sainte-Rose, Grande-Côte et route no 11.

## Historique
Le boulevard Sainte-Rose est l'héritier de l'un des premiers chemins construits sur l'île Jésus. 